# Nongthymmai
Nongthymmai è una suddivisione dell'India, classificata come census town, di 34.209 abitanti, situata nel distretto dei Monti Khasi Orientali, nello stato federato del Meghalaya. In base al numero di abitanti la città rientra nella classe III (da 20.000 a 49.999 persone).

## Geografia fisica
La città è situata a 25° 39' 32 N e 91° 44' 24 E.

## Società

### Evoluzione demografica
Al censimento del 2001 la popolazione di Nongthymmai assommava a 34.209 persone, delle quali 17.015 maschi e 17.194 femmine. I bambini di età inferiore o uguale ai sei anni assommavano a 3.613, dei quali 1.841 maschi e 1.772 femmine. Infine, coloro che erano in grado di saper almeno leggere e scrivere erano 28.061, dei quali 14.308 maschi e 13.753 femmine.